# Ciel et Espace
Vous pouvez aider à l'améliorer ou bien discuter des problèmes sur sa page de discussion.
- Il ne cite pas suffisamment ses sources. Vous pouvez indiquer les passages à sourcer avec {{référence nécessaire}} ou {{Référence souhaitée}}, et inclure les références utiles en les liant aux notes de bas de page. (Marqué depuis juillet 2022)
- Il n’est pas rédigé dans un style encyclopédique. (Marqué depuis juillet 2022)

- Archive Wikiwix
- Bing
- Cairn
- DuckDuckGo
- E. Universalis
- Gallica
- Google
- G. Books
- G. News
- G. Scholar
- Persée
- Qwant
- (zh) Baidu
- (ru) Yandex
- (wd) trouver des œuvres sur Wikidata

Ciel et Espace, l'Univers de l'Association française d'astronomie, généralement typographié Ciel & Espace, est un magazine bimestriel francophone consacré aux sciences de l'Univers,, et édité par l'Association française d'astronomie. Le magazine se présente sous la forme d'un bimestriel, de hors-séries, ainsi que d'un site web ; les éditions papiers, constitués d'une centaine de pages, se décomposent en dossiers ou rubriques thématiques, chroniques consacrées aux actualités, présentations d'images ou d'équipements astronomiques/astrophotographies... Il s'accompagne également d'une présence sur les réseaux sociaux, ainsi que sur les plateformes vidéos telles que Youtube, Twitch, et depuis 2021 sur Ciel & Espace TV.

## Historique
En 1945, Pierre Bourge et Jean Chauvet créent la Société astronomique de Normandie, qui publie régulièrement son bulletin.
En 1946, ce bulletin change de nom pour s'appeler « Le Ciel normand ».
En 1950, il s'officialise comme périodique national et s'intitule « Le Ciel »  (ISSN 1255-2836). Il est accompagné de la mention « Bulletin de la Société astronomique de Normandie, de l'Association astronomique du Nord et des groupes de Rouen, Bretagne, Île-de-France, Maine, Bourgogne-Franche-Comté, Dauphiné et Afrique du Nord. »
En 1965, après le numéro 90 (octobre-décembre 1964), la revue change de nom pour s'appeler « Ciel et fusées »  (ISSN 0150-052X) mais conserve sa numérotation qui commence donc au numéro 91 (janvier-mars 1965). D'abord trimestrielle, la revue finit par atteindre un rythme de cinq à six parutions par an à partir de 1966.
En 1970, après le numéro 115 (octobre-décembre 1969), elle adopte définitivement son nom actuel mais conserve sa numérotation qui commence donc au numéro 116 (janvier-février 1970).
En 1988, le magazine, jusqu'alors bimestriel, devient mensuel, et est vendu en kiosque en France et dans d'autres pays.
En 1998, Ciel & Espace est lauréat du prix de l'Information scientifique, décerné par l'Académie des sciences « pour son excellent travail de vulgarisation de l'astronomie ».
En 2006, création de Ciel & Espace radio : Ciel & Espace diversifie sa couverture média en proposant des podcasts astronomiques, avec des éphémérides, des reportages ou des interviews.
En 2008, création de l'agence Ciel et Espace photo : une agence photos professionnelle, spécialisée dans l'astronomie, le spatial et les sciences de l'Univers. L'agence propose de nouvelles images chaque jour mais aussi des tirages photographiques.
En 2008, Ciel & Espace renouvelle son site Internet et propose de nouveaux services tels que les challenges photos, qui permettent aux astrophotographes de comparer leurs travaux.
Fin avril 2015, une lettre signée par Olivier Las Vergnas est jointe au journal. Celle-ci annonce que le magazine deviendra bimestriel à partir de juillet 2015 pour des raisons financières tout en augmentant le nombre de pages qui passe de 100 à 130 pages. Le journal fait aussi évoluer son titre en le renommant en « Ciel & Espace, l'Univers de l'Association française d'astronomie », tout en modifiant légèrement la ligne éditoriale pour l'orienter vers un traitement de fond,.
Depuis décembre 2019, Ciel & Espace publie dans tous ces numéros de décembre/janvier un "calendrier astro". C'est un calendrier arboré de photos astronomiques, dans ces calendriers sont indiqués : les jours fériés, les phases de la Lune ainsi que les événements astronomiques observables à l'œil nu. À la fin de ces calendriers, nous pouvons également retrouver des cartes du ciel d'hiver, de printemps, d'été et d'automne.

## Historique des publications
| Date (effective, de parution) | Type       | Numéro | Titre                                                                                                 |
| ----------------------------- | ---------- | ------ | --- |
| Août-Septembre 2024           | Standard   | N°596  | Admirer les étoiles : les meilleurs endroits en France                                                |
| Juillet 2024                  | Hors-Série | HS 49  | Comètes Les gardiennes de notre histoire cosmique                                                     |
| Juin-Juillet 2024             | Standard   | N°595  | Trous noirs et s'ils étaient tout proches                                                             |
| Avril-Mai 2024                | Standard   | N°594  | La méthode Space X                                                                                    |
| Avril 2024                    | Hors-Série | HS 48  | Des planètes à la vie Le grand récit de nos origines                                                  |
| Février-Mars 2023             | Standard   | N°593  | Aurores boréales Préparez-vous aux grand spectacle                                                    |
| Décembre 2023-Janvier 2024    | Standard   | N°592  | 9 étoiles étonnantes qui dévoilent l'histoire de l'Univers                                            |
| Octobre-Novembre 2023         | Standard   | N°591  | Exoplanètes La quête des atmosphères                                                                  |
| Août-Septembre 2023           | Standard   | N°590  | Le jour où L'univers a basculé                                                                        |
| Juin-Juillet 2023             | Standard   | N°589  | Les étoiles vont-elles nous sauver ?                                                                  |
| Avril-Mai 2023                | Standard   | N°588  | Lumière sur les origines                                                                              |
| Avril 2023                    | Hors-Série | HS 45  | Artemis Comment la NASA veut reconquérir la lune                                                      |
| Février-Mars 2023             | Standard   | N°587  | Vie dans l'univers Les 7 défis de l'exobiologie                                                       |
| Décembre 2022-Janvier 2023    | Standard   | N°586  | Mars Les nouveaux mystères                                                                            |
| Novembre 2022                 | Hors-Série | HS 44  | L'almanach du ciel 2023                                                                               |
| Octobre-Novembre 2022         | Standard   | N°585  | Dévier un astéroïde La première expérience de défense planétaire                                      |
| Septembre 2022                | Hors-Série | HS 43  | Exploration spatiale La voie de l'Europe                                                              |
| Août-Septembre 2022           | Standard   | N°584  | Les meilleurs coins pour observer le ciel                                                             |
| Juin-Juillet 2022             | Standard   | N°583  | Les nouveaux trous noirs Ils font vibrer l'espace temps                                               |
| Avril-Mai 2022                | Standard   | N°582  | Les mondes cachés sortent de l'ombre                                                                  |
| Février-Mars 2022             | Standard   | N°581  | Intelligences extraterrestres Débats sur de nouvelles stratégies de recherche                         |
| Décembre 2021-Janvier 2022    | Standard   | N°580  | Le successeur de Hubble décolle Ce que va changer le télescope Webb                                   |
| Octobre-Novembre 2021         | Standard   | N°579  | Enquête sur les mondes habitables La nouvelle exploration du système solaire                          |
| Août-Septembre 2021           | Standard   | N°578  | Doit-on douter du big bang ? L'univers pourrait être né autrement                                     |
| Juillet 2021                  | Hors-Série | HS 40  | Fake news dans le ciel Une histoire des canulars et des complotismes                                  |
| Juin-Juillet 2021             | Standard   | N°577  | Les nouveaux trous noirs Ils font vibrer l'espace temps                                               |
| Avril-Mai 2021                | Standard   | N°576  | L'eau & la vie Un duo rarissime dan l'Univers                                                         |
| Avril 2021                    | Hors-Série | HS 39  | Mars Peut-elle encore abriter la vie ?                                                                |
| Février-Mars 2021             | Standard   | N°575  | La nouvelle Voie lactée Origine, histoire, dimensions et futur de la galaxie                          |
| Décembre 2020-Janvier 2021    | Standard   | N°574  | Mars Le scénario du retour d'échantillons                                                             |
| Octobre-Novembre 2020         | Standard   | N°573  | Les extraterrestres sont-ils verts ? S'ils existent, ils sont probablement écolos                     |
| Septembre 2020                | Hors-Série | HS 37  | Univers Faut-il tout repenser ?                                                                       |
| Juin-Juillet 2020             | Standard   | N°571  | Supernovae Les forges du cosmos                                                                       |
| Avril-Mai 2020                | Standard   | N°570  | Trous noirs Le temps de l'exploration                                                                 |
| Avril 2020                    | Hors-Série | HS 37  | Les astéroïdes Créateurs et destructeurs de mondes                                                    |
| Août-Septembre 2019           | Standard   | N°566  | 80 % du cosmos reste invisible Faut-il repenser l'Univers ?                                           |
| Juin-Juillet 2019             | Standard   | N°565  | Les histoires extraordinaires Des hommes sur la Lune                                                  |
| Avril 2019                    | Hors-Série | HS 33  | Le nouveau roman de la terre Une histoire de 5 milliards d'années                                     |
| Mars-Avril 2019               | Standard   | N°564  | L'ancêtre des planètes L'astéroïde Ultima Thulé, relique de 4.5 milliards d'années, commence à parler |
| Janvier-Février 2019          | Standard   | N°563  | Voyager vers les étoiles Le rêve prend forme                                                          |
| Novembre-Décembre 2018        | Standard   | N°562  | De la Terre à la Lune L'équipage d'Apollo 8 raconte son voyage historique                             |
| Juin-Juillet 2018             | Standard   | N°560  | Mars au plus près                                                                                     |
| Mai-Juin 2018                 | Standard   | N°559  | Chine Les ambitions célestes                                                                          |
| Mars-Avril 2018               | Standard   | N°558  | La carte et le territoire cosmique                                                                    |
| Janvier-Février 2018          | Standard   | N°557  | 9ème planète Elle existe                                                                              |
| Septembre-Octobre 2017        | Standard   | N°555  | Saturne Une planète pour les comprendre toutes                                                        |
| Juillet 2017                  | Hors-Série | HS 28  | Terre habitables Des mondes inattendues                                                               |
| Juillet-Août 2017             | Standard   | N°554  | Gravitation La magie qui gouverne l'Univers                                                           |
| Mai-Juin 2017                 | Standard   | N°553  | Astéroïdes L'eldorado                                                                                 |
| Mars-Avril 2017               | Standard   | N°552  | L'Univers est-il plein de vie ?                                                                       |
| Mars 2017                     | Hors-Série | HS 27  | L'homme sur Mars Le défi du siècle                                                                    |
| Septembre 2013                | Standard   | N°520  | Mars était habitable                                                                                  |
| Mai-Juin 2016                 | Standard   | N°547  | Planètes géantes Sous les nuages, l'enfer                                                             |
| Mars-Avril 2016               | Standard   | N°546  | Ondes gravitationnelles La nouvelle astronomie                                                        |
| Mars 2016                     | Hors-Série | HS 24  | Le nouveau guide du système solaire                                                                   |
| Septembre-Octobre 2015        | Standard   | N°543  | Exoplanètes' L'extravagante pluralité des mondes                                                      |
| Juillet 2015                  | Hors-Série | HS 23  | Hubble 25 ans d'images célestes                                                                       |
| Novembre 2012                 | Hors-Série | HS 20  | Nouvelle terre en vue                                                                                 |
| Août 2012                     | Standard   | N°507  | Le Pic du Midi Citadelle des étoiles                                                                  |
| Juillet 2008                  | Standard   | N°458  | Le grand récit cosmique de l'homme avec Hubert Reeves                                                 |
| Octobre 1996                  | Standard   | N°317  | Samedi 12 Octobre Suivez l'éclipse de Soleil                                                          |

## Autres médias
- Le jeu vidéo spatial, Rebel Galaxy, contient une référence au magazine dans la version française. Une station est nommée "Cieletespace"[14].
- Philippe Henarejos, rédacteur en chef de Ciel & Espace, intervient régulièrement dans l'émission de RFI "Autour de la Question" pour présenter l'actualité spatiale de la semaine[15].
- La chaîne d'information en continu BFM TV ainsi que RMC invitent régulièrement les journalistes de Ciel & Espace pour commenter l'actualité spatiale[16],[17],[18],[19],[20].